# Crispian Hollis
Roger Francis Crispian Hollis (* 17. November 1936 in Bristol) ist emeritierter Bischof von Portsmouth.

## Leben
Crispian Hollis empfing am 11. Juli 1965 die Priesterweihe für das Bistum Clifton.
Papst Johannes Paul II. ernannte ihn am 13. Februar 1987 zum Titularbischof von Cincari und zum Weihbischof in Birmingham. Die Bischofsweihe spendete ihm 5. Mai desselben Jahres der Erzbischof von Birmingham, Maurice Noël Léon Couve de Murville; Mitkonsekratoren waren Joseph Gray, Bischof von Shrewsbury, und Mervyn Alban Alexander, Bischof von Clifton. 
Am 6. Dezember 1988 wurde er zum Bischof von Portsmouth ernannt. Am 11. Juli 2012 nahm Papst Benedikt XVI. sein aus Altersgründen vorgebrachtes Rücktrittsgesuch an.